# Tieng Tiny
Tieng Tiny (Siem Reap, 9 giugno 1986) è un calciatore cambogiano, difensore del Visakha.

## Carriera

### Club
Ha giocato nella prima divisione cambogiana.

### Nazionale
Con la nazionale cambogiana ha preso parte a 2 partite di qualificazione ai Mondiali 2010 e altrettanti incontri per le qualificazioni ai Mondiali 2014.

## Palmarès

### Club

#### Competizioni nazionali
- Cambodian League: 2

Phnom Penh Crown: 2010, 2011